# Wantschykiwzi
Wantschykiwzi (ukrainisch Ванчиківці; russisch Ванчиковцы Wantschikowzy, rumänisch Vancicăuții Mari) ist ein Dorf in Bessarabien im Zentrum der ukrainischen Oblast Tscherniwzi mit etwa 2600 Einwohnern (200q).

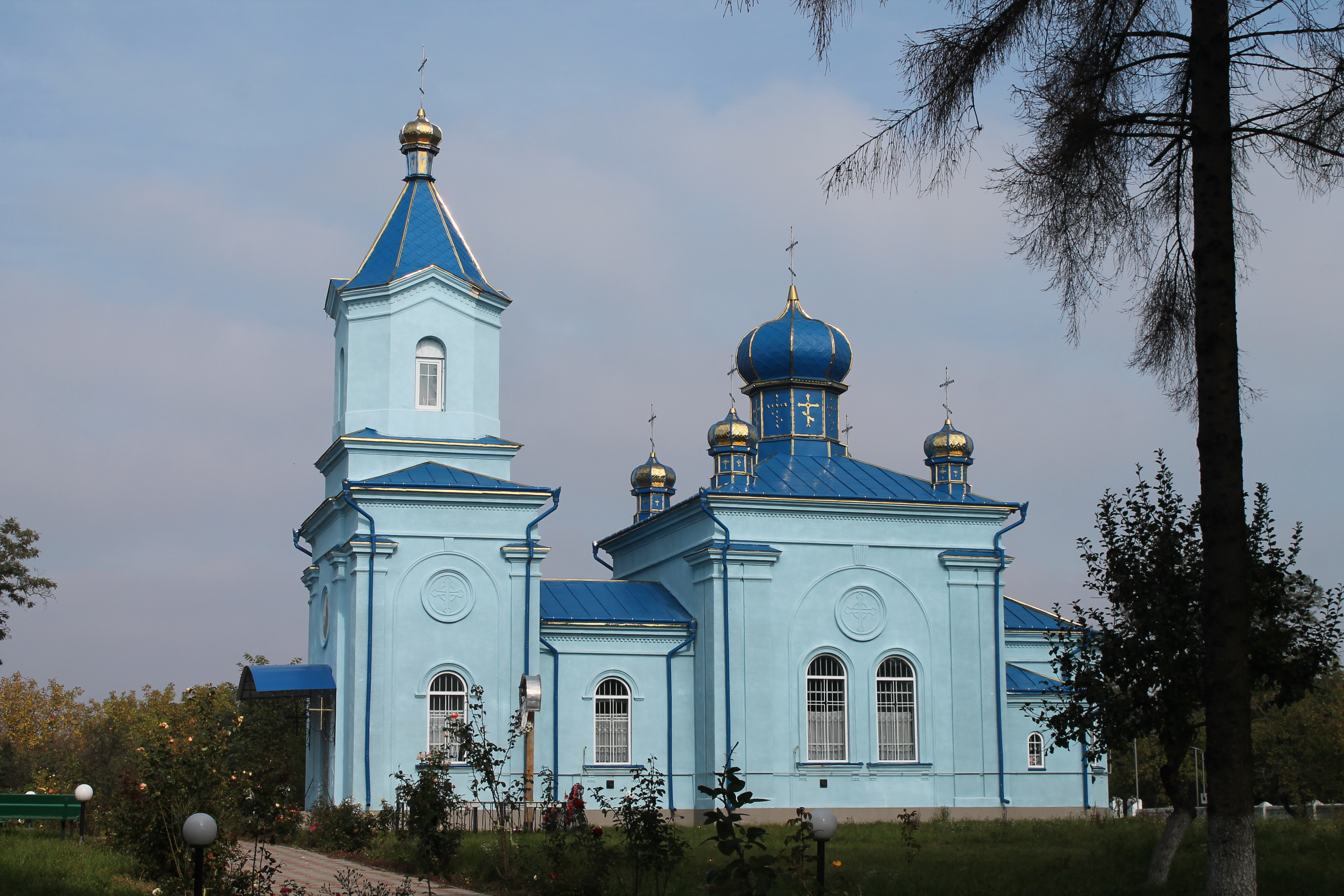
Kirche im Ort

Das 1435 erstmals schriftlich erwähnte Dorf liegt an der Fernstraße N 10 am linken Ufer des Pruth. Das Dorf befindet sich 39 km östlich der Oblasthauptstadt Czernowitz und 13 km östlich vom ehemaligen Rajonzentrum Nowoselyzja.
1940 bekam der Ort den ukrainischen Namen Wantschykauzy (Ванчикауци), am 7. September 1946 wurde es auf seinen heutigen Namen umbenannt.
Am 26. März 2019 wurde das Dorf zum Zentrum der neu gegründeten Landgemeinde Wantschykiwzi (Ванчиковецька сільська громада/Wantschykowezka silska hromada). Zu dieser zählten auch die Dörfer Dumeny, Kostytschany, Nowoiwankiwzi, Tscherleniwka und Wantschynez; bis dahin bildete es zusammen mit dem Dorf Wantschynez (Ванчинець) die Landratsgemeinde Wantschykiwzi (Ванчиковецька сільська рада/Wantschykowezka silska rada) im Süden des Rajons Nowoselyzja.
Am 12. Juni 2020 kamen noch die Dörfer Forosna, Schtscherbynzi, Schyliwka und Tarassiwzi zur Landgemeinde hinzu.
Seit dem 17. Juli 2020 ist der Ort ein Teil des Rajons Tscherniwzi.
Folgende Orte sind neben dem Hauptort Wantschykiwzi Teil der Gemeinde:
| Name                     | Name          | Name                          | Name                       |
| ukrainisch transkribiert | ukrainisch    | russisch                      | rumänisch                  |
| ------------------------ | ------------- | ----------------------------- | -------------------------- |
| Dumeny                   | Думени        | Думены                        | Dumeni                     |
| Forosna                  | Форосна       | Форосна                       | Forostna                   |
| Kostytschany             | Костичани     | Костичаны (Kostitschany)      | Costiceni                  |
| Nowoiwankiwzi            | Новоіванківці | Новоиванковцы (Nowoiwankowzy) | Vancicăuți Mici            |
| Schtscherbynzi           | Щербинці      | Щербинцы (Schtscherbinzy)     | Șerbinți                   |
| Schyliwka                | Жилівка       | Жиловка (Schilowka)           | Sânger                     |
| Tarassiwzi               | Тарасівці     | Тарасовцы (Tarassowzy)        | Tărăsăuți                  |
| Tscherleniwka            | Черленівка    | Черленовка (Tscherlenowka)    | Cerlena Mare, Cerlina Mare |
| Wantschynez              | Ванчинець     | Ванчинец (Wantschinez)        | Vancineți                  |